# Saturday Night Function
Pour les articles homonymes, voir Saturday Night.
 (novembre 2023).
Clip vidéo
[vidéo] « Duke Ellington - Saturday Night Function », sur YouTube
Saturday Night Function (fonction du samedi soir, en anglais) est un standard de jazz de big band américain, composé et enregistré par Duke Ellington en 1929,.

## Historique

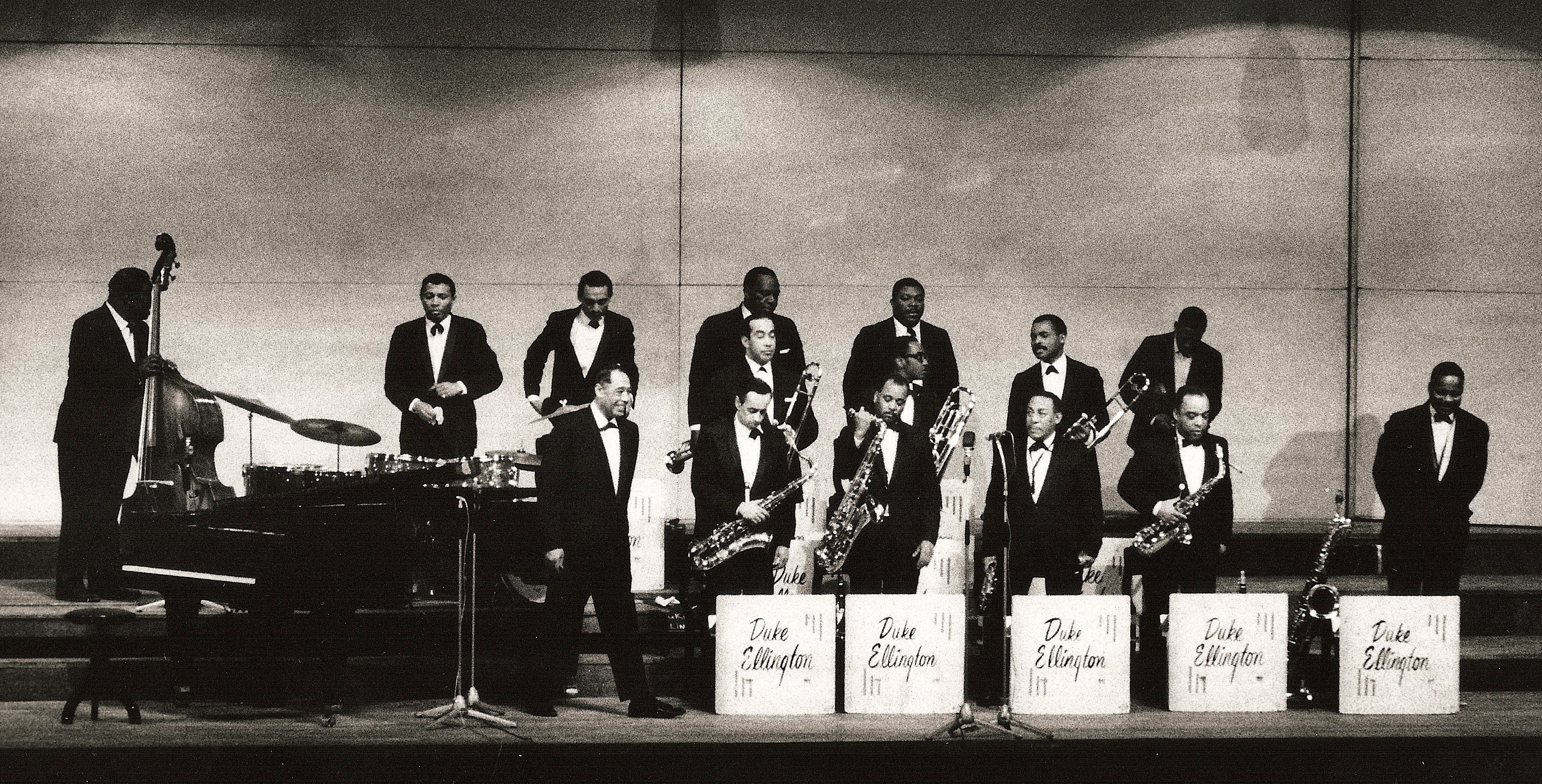

Ce standard de big band de l'ère du jazz est composé par Duke Ellington et son clarinettiste-saxophoniste Barney Bigard, dans le style de East St. Louis Toodle-Oo de 1926, parmi les nombreux tubes à grand succès de leur période Cotton Club de Harlem à New York,.
Cette composition reprend les « effets Ellington » caractéristiques de leur nombreux tubes de l'époque, inspirés de leur style Jungle, avec de nombreux effets de sourdines wah-wah du Cotton Club Orchestra, composé de :
- Duke Ellington : chef d'orchestre, piano
- Barney Bigard : clarinette, saxophone ténor
- Johnny Hodges : clarinette, saxophone alto
- Harry Carney : clarinette, saxophone alto, saxophone baryton
- Bubber Miley, Arthur Whetsol et Freddie Jenkins (en) : trompette
- Joe Nanton : trombone
- Fred Guy : banjo
- Wellman Braud : contrebasse
- Sonny Greer : batterie

Ce standard de jazz est entre autres réédité par Duke Ellington sur de nombreux albums et compilations de sa carrière.